# (7569) 1989 BK
(7569) 1989 BK est un astéroïde de la ceinture principale découvert en 1989.

## Description
(7569) 1989 BK a été découvert le 28 janvier 1989 à l'observatoire Gekko, situé à Shizuoka (Japon), par Yoshiaki Ōshima.

### Caractéristiques orbitales
L'orbite de cet astéroïde est caractérisée par un demi-grand axe de 2,55 UA, un périhélie de 1,78 UA, une excentricité de 0,30 et une inclinaison de 8,76° par rapport à l'écliptique. Du fait de ces caractéristiques, à savoir un demi-grand axe compris entre 2 et 3,2 UA et un périhélie supérieur à 1,666 UA, il est classé, selon la JPL Small-Body Database, comme objet de la ceinture principale.

### Caractéristiques physiques
(7569) 1989 BK a une magnitude absolue (H) de 13,0 et un albédo estimé à 0,309.